# Daytime Emmy Award voor beste mannelijke bijrol in een dramaserie
De Daytime Emmy Award voor beste mannelijke bijrol in een dramaserie (Engels: Daytime Emmy Award for Outstanding Supporting Actor in a Drama Series) is een televisieprijs die sinds 1979 elk jaar wordt uitgereikt door de NATAS en ATAS. De prijs is voor een actrice die een buitengewone acteerprestatie geleverd heeft in een bijrol van een soapserie die overdag uitgezonden wordt.
De Daytime Emmy Award wordt sinds 1974 uitgereikt. In de eerste jaren was er een prijs voor beste acteur of actrice waarbij geen onderscheid tussen hoofd- en bijrol gemaakt werd. Hier kwam in 1979 verandering in toen er een nieuwe categorie kwam voor bijrollen. Peter Hansen was de eerste laureaat voor zijn rol Lee Baldwin in General Hospital. Met vier overwinningen, en dat voor drie verschillende series, is Justin Deas sinds 1994 recordhouder. 

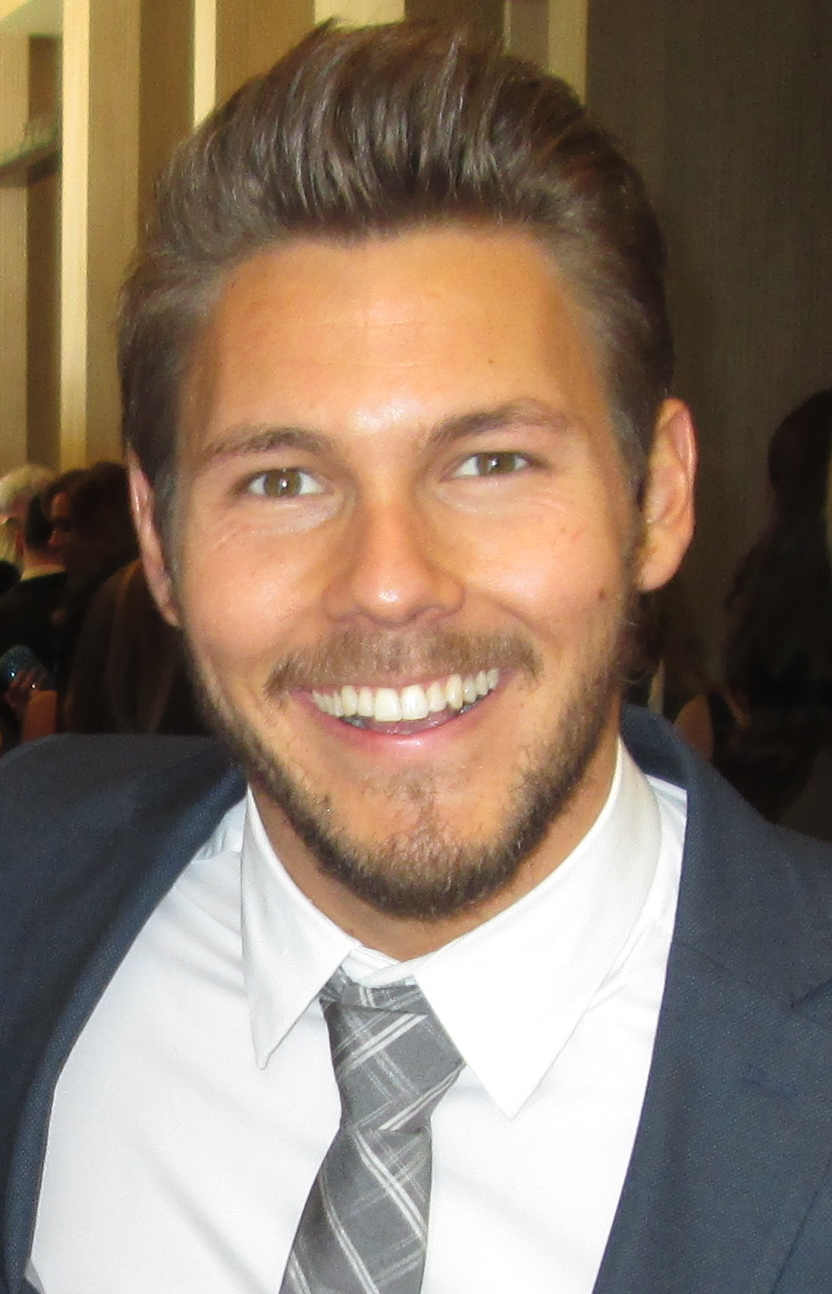
Scott Clifton werd drie keer genomineerd voor zijn rol als Liam Spencer in The Bold and the Beautiful en won in 2013.

## Erelijst

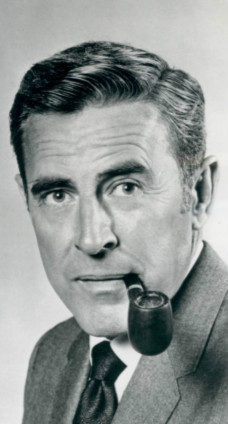
Peter Hansen was de eerste winnaar, voor zijn rol als Lee Baldwin in General Hospital in 1979.

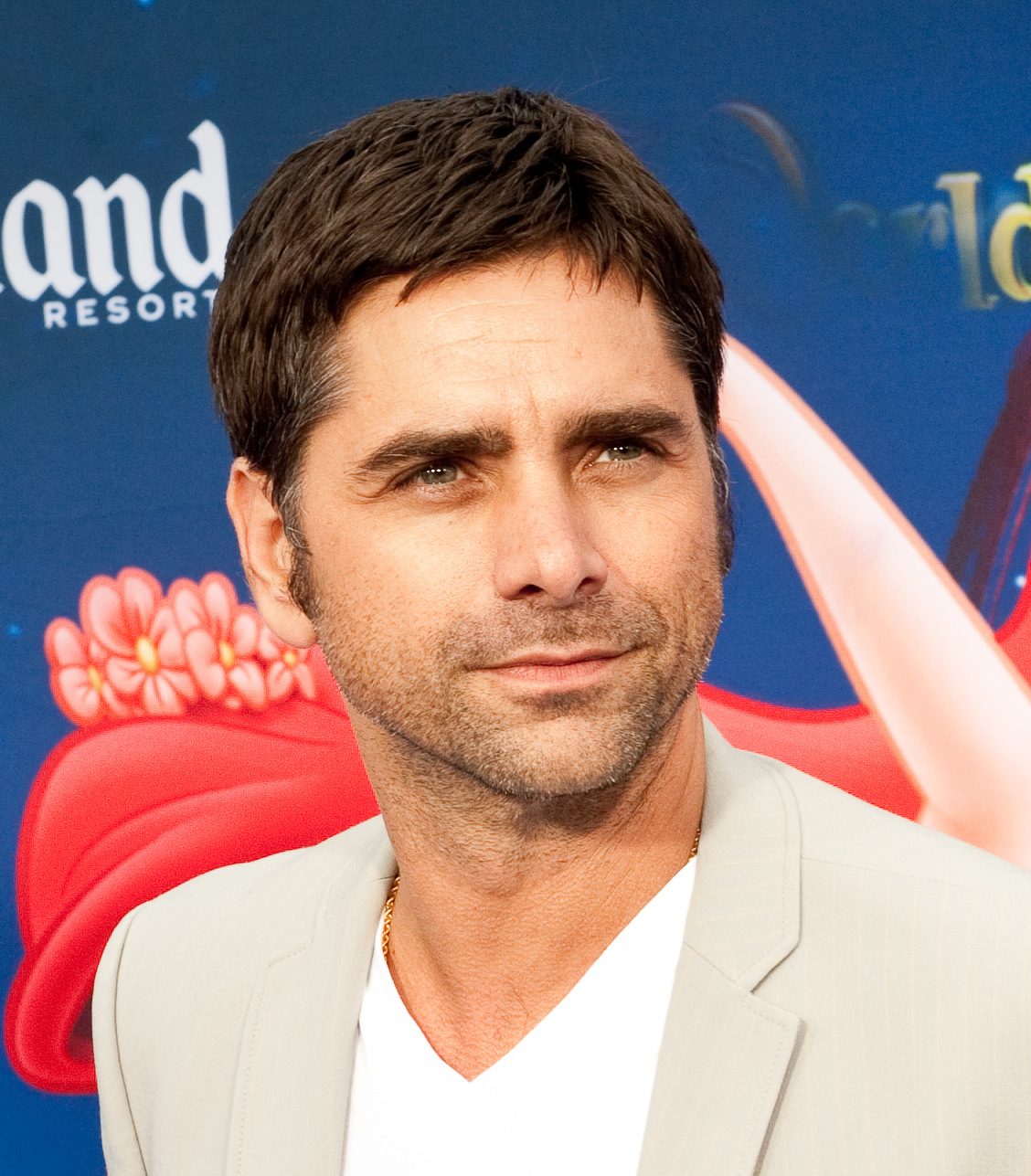
John Stamos werd genomineerd 1983 voor zijn rol als Blackie Parrish in General Hospital.

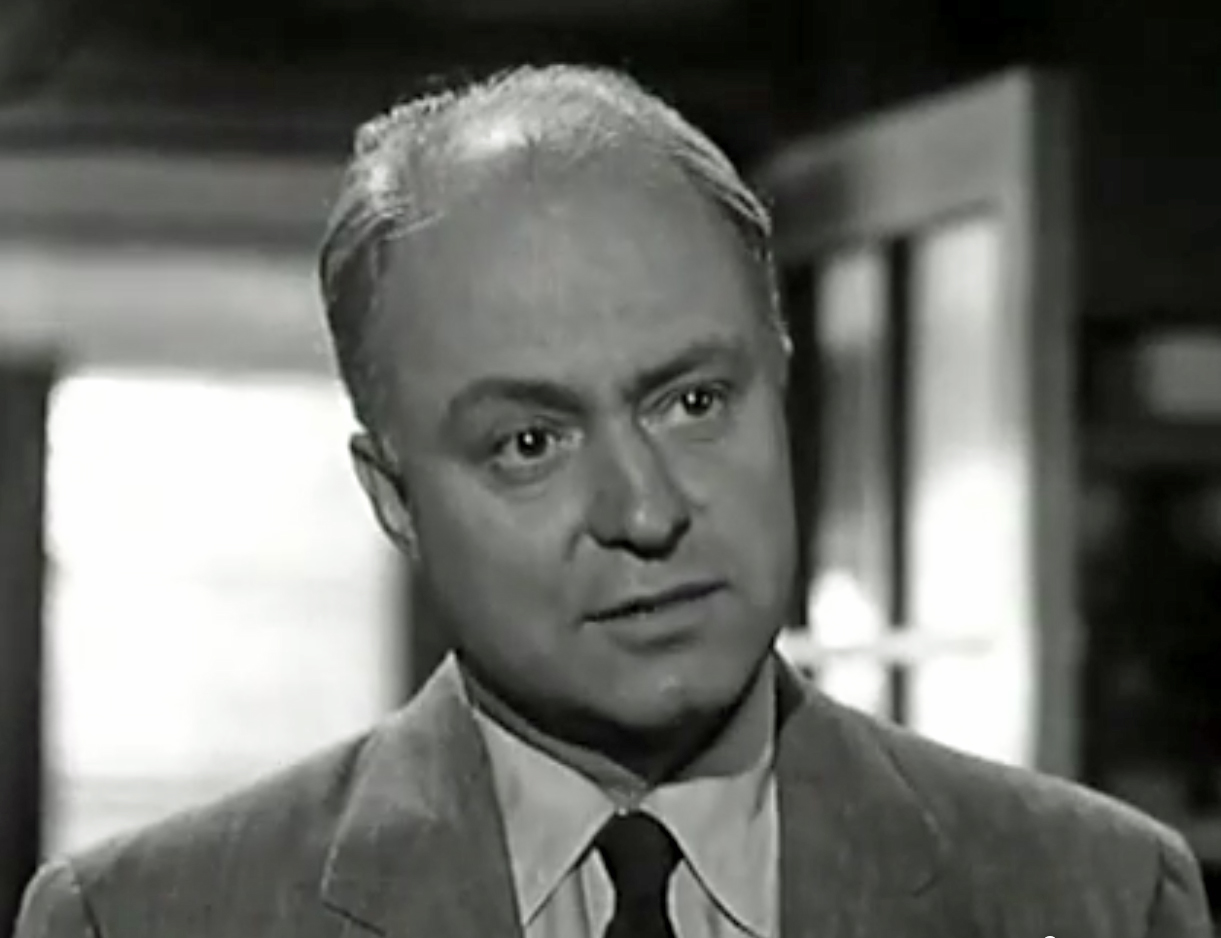
Larry Gates won in 1985 voor zijn rol als H.B. Lewis in Guiding Light.

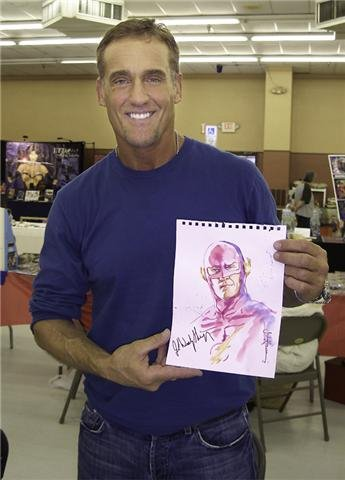
John Wesley Shipp won in 1986 voor zijn rol als Doug Cummings in As the World Turns.

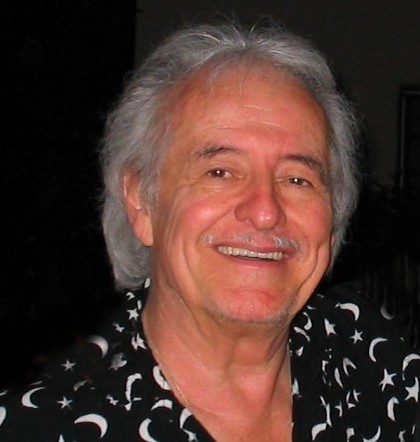
Henry Darrow won in 1990 voor zijn rol als Rafael Castillo in Santa Barbara.

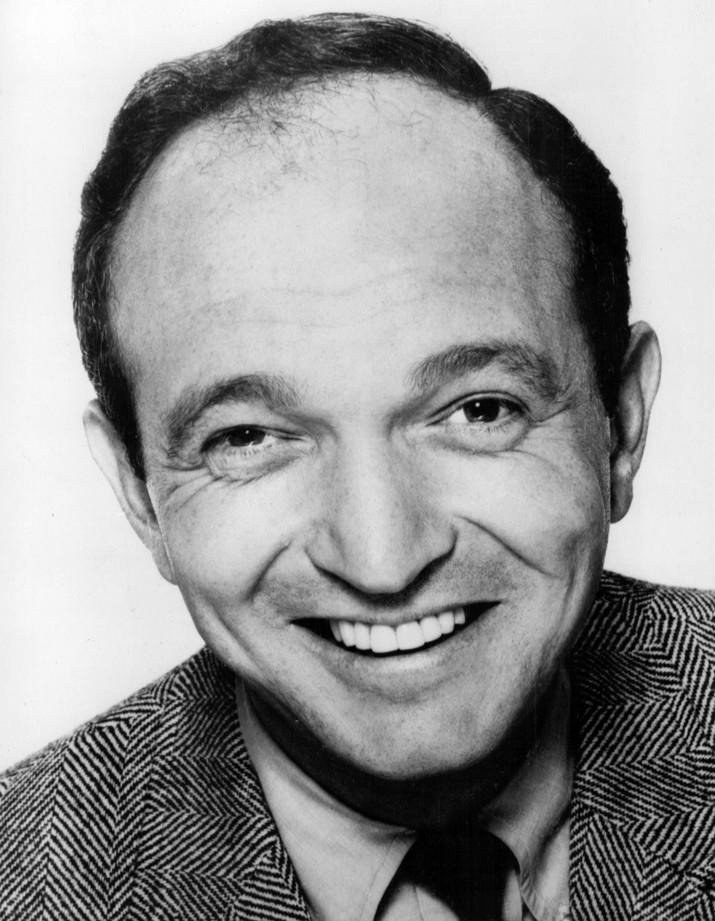
Bernard Barrow won in 1991 voor zijn rol als Louie Slavinski in Loving.

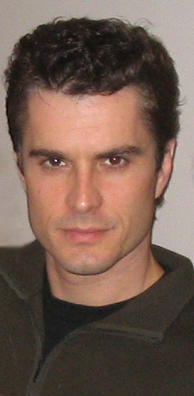
Rick Hearst werd drie keer genomineerd voor zijn rol als Alan-Michael Spaulding in Guiding Light. He won later twee keer in 2004 en 2007 voor zijn rol als Ric Lansing in General Hospital en werd in 2005 ook nog eens genomineerd.

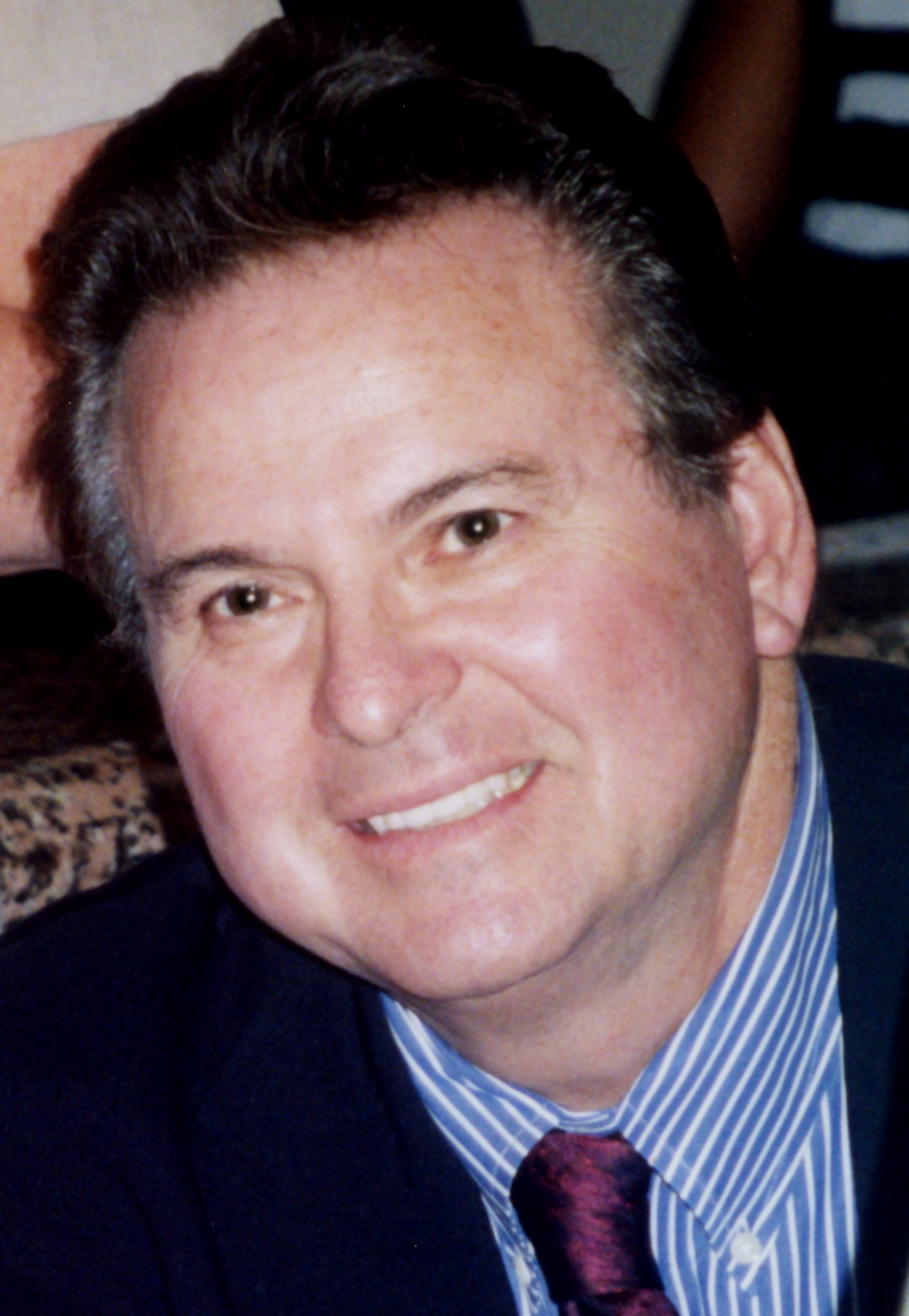
Stuart Damon won in 1999 voor zijn rol als Alan Quartermaine in General Hospital en werd in 1996 genomineerd.

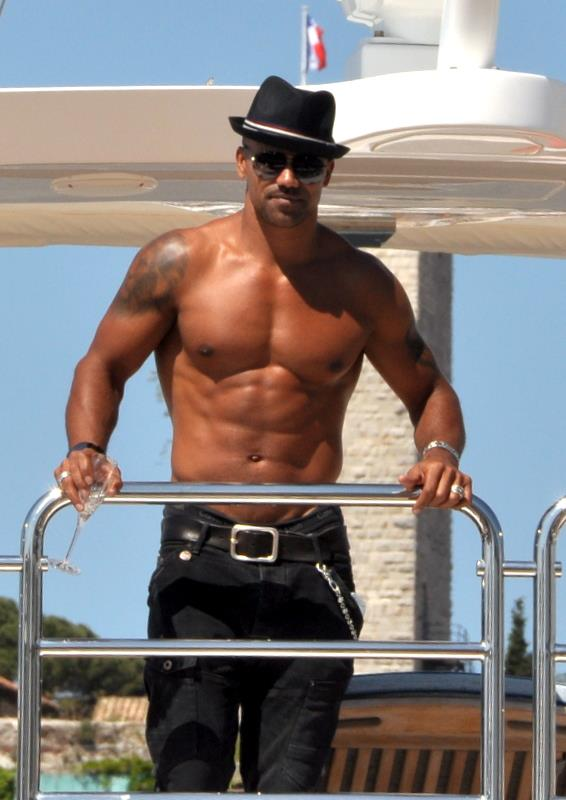
Shemar Moore won in 2000 voor zijn rol als Malcolm Winters in The Young and the Restless.

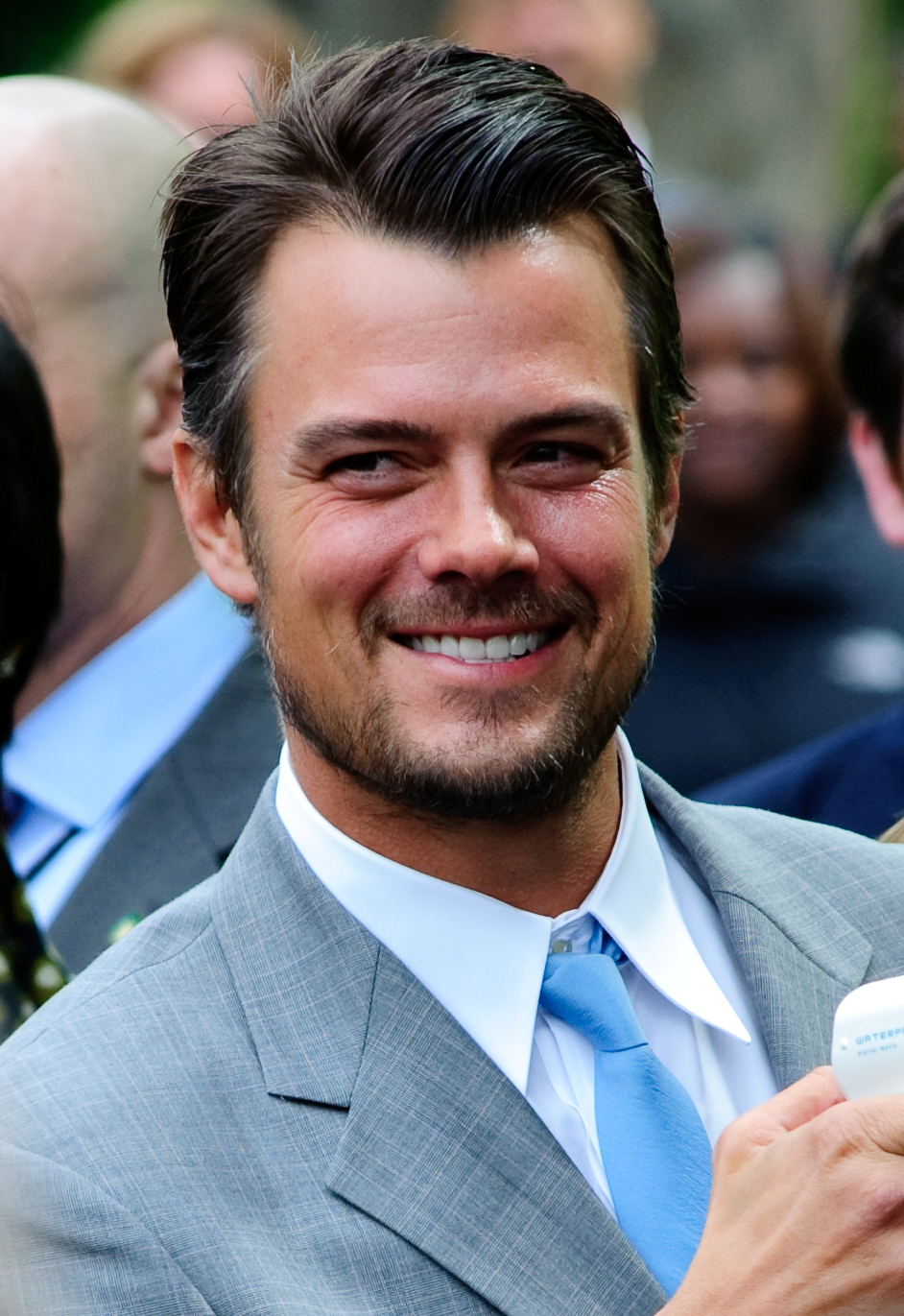
Josh Duhamel won in 2002 voor zijn rol als Leo du Pres in All My Children en werd ook genomineerd in 2001 en 2003.

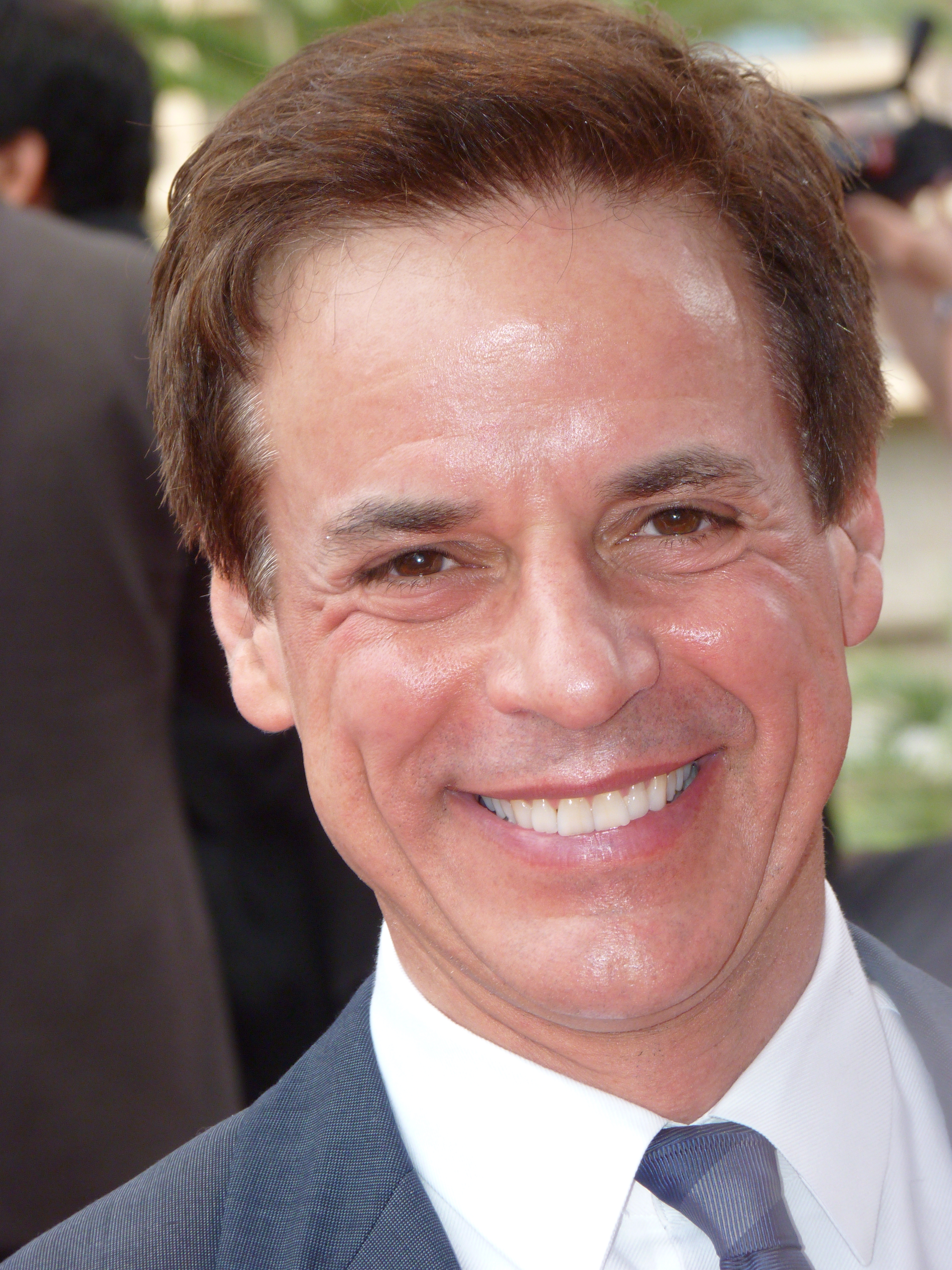
Christian LeBlanc werd vier keer genomineerd voor zijn rol als Michael Baldwin in The Young and the Restless in 1999, 2000, 2003 en 2004.

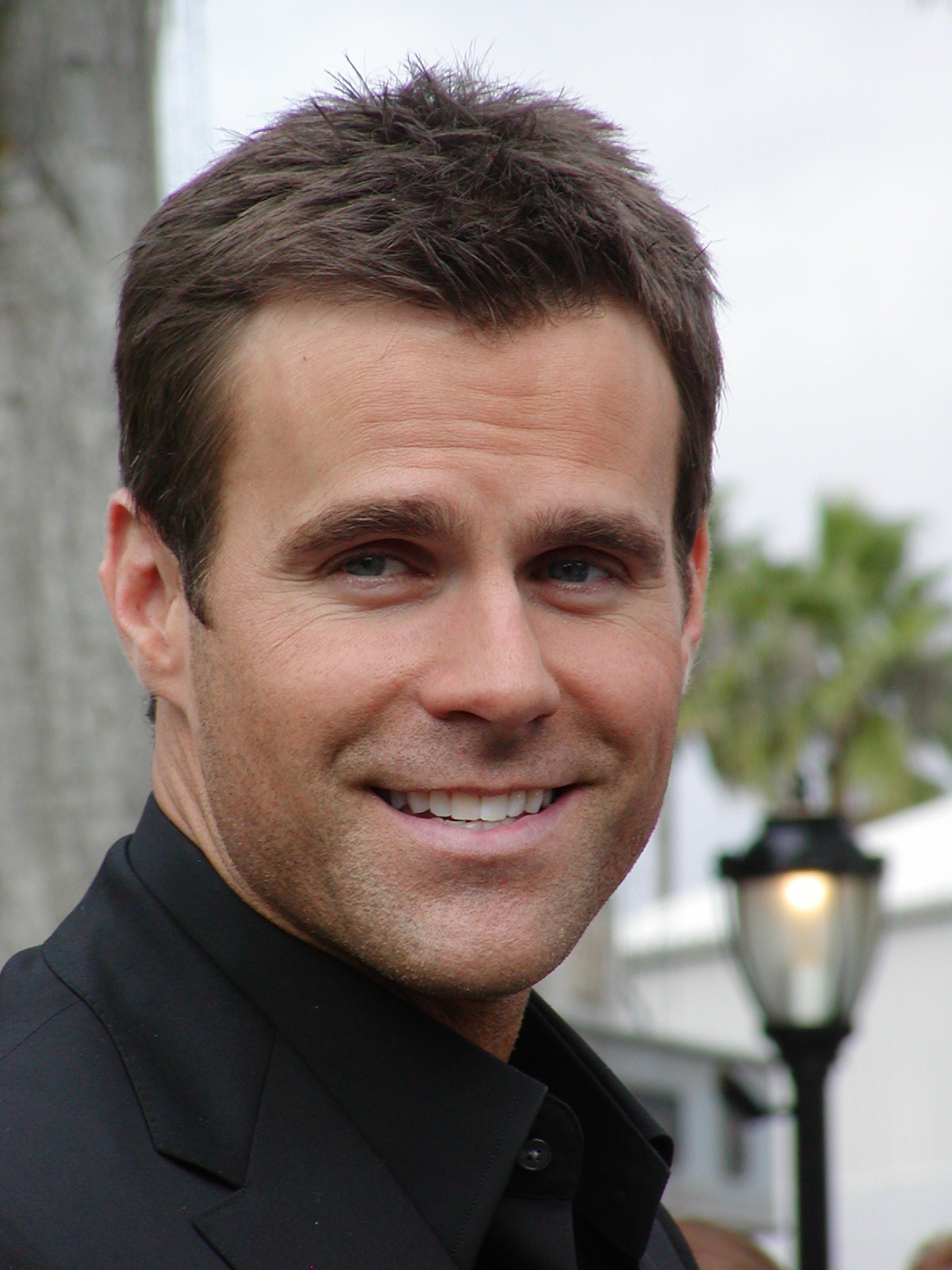
Cameron Mathison werd twee keer genomineerd voor zijn rol als Ryan Lavery in All My Children in 2002 en 2005.

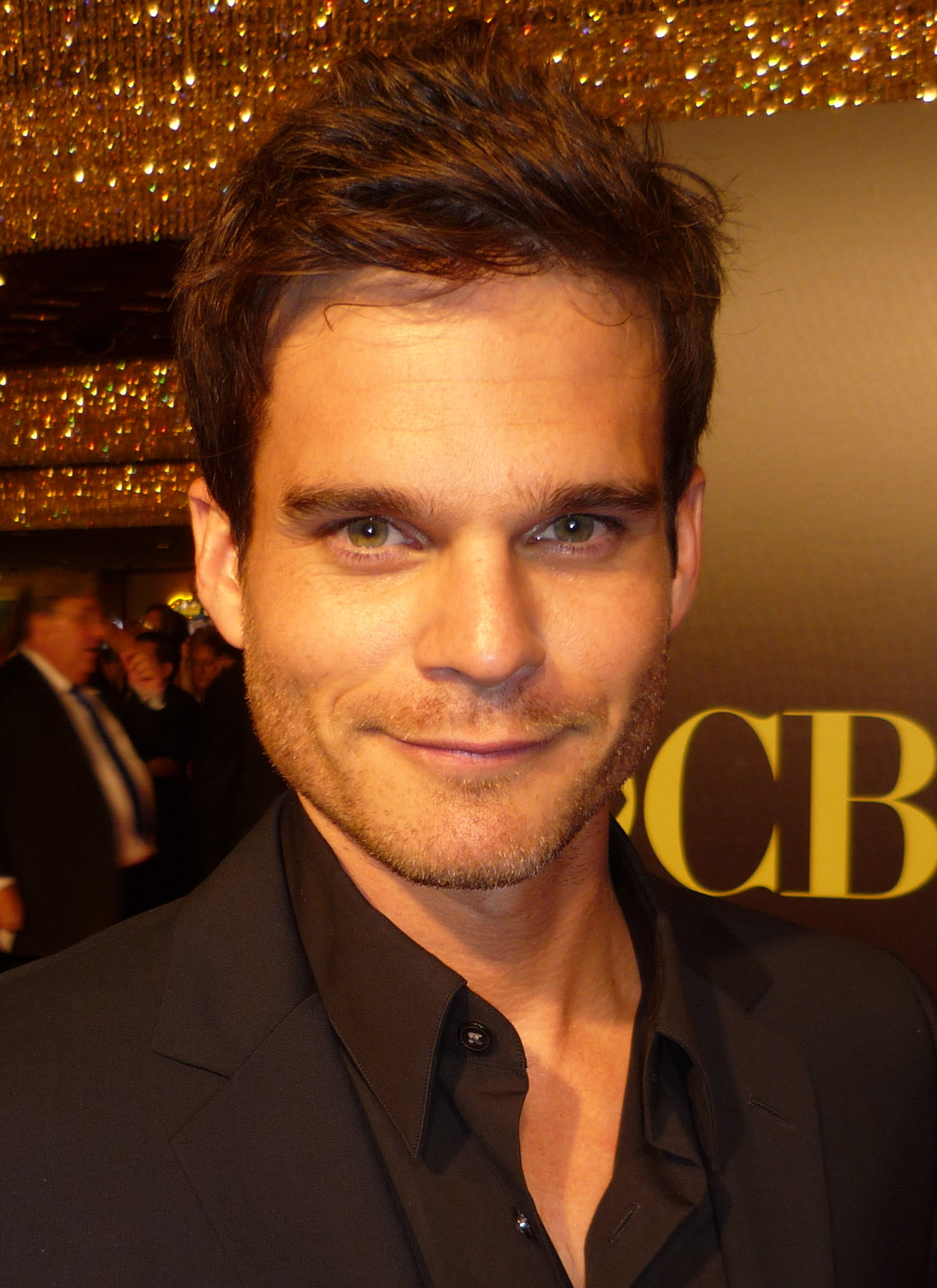
Greg Rikaart werd vijf keer genomineerd en won in 2005 voor zijn rol als Kevin Fisher in The Young and the Restless. Hij kreeg ook een nominatie in 2019 voor zijn rol in Days of Our Lives.

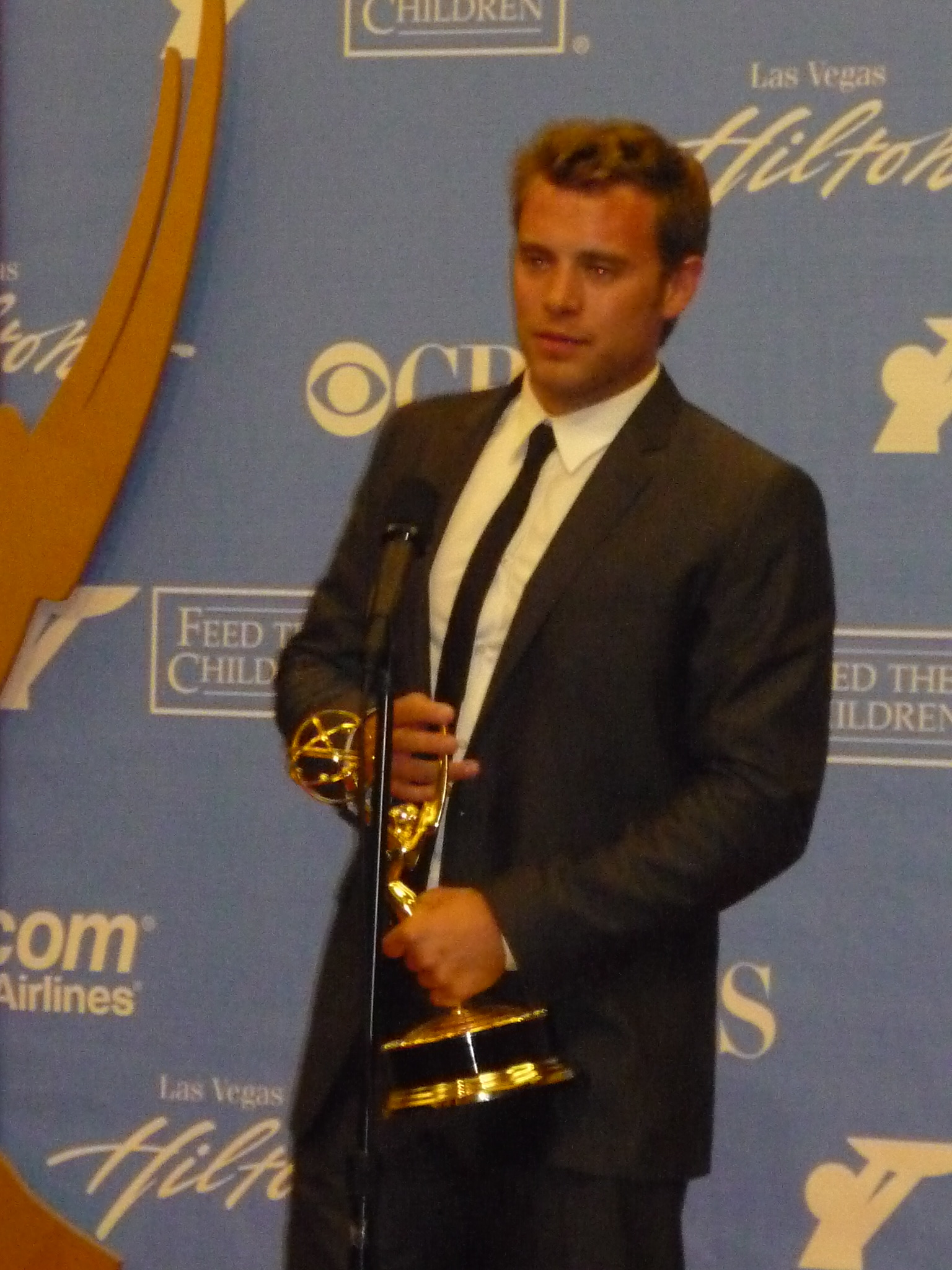
Billy Miller werd drie keer genomineerd, en won in 2010 and 2013 voor zijn rol als Billy Abbott in The Young and the Restless.

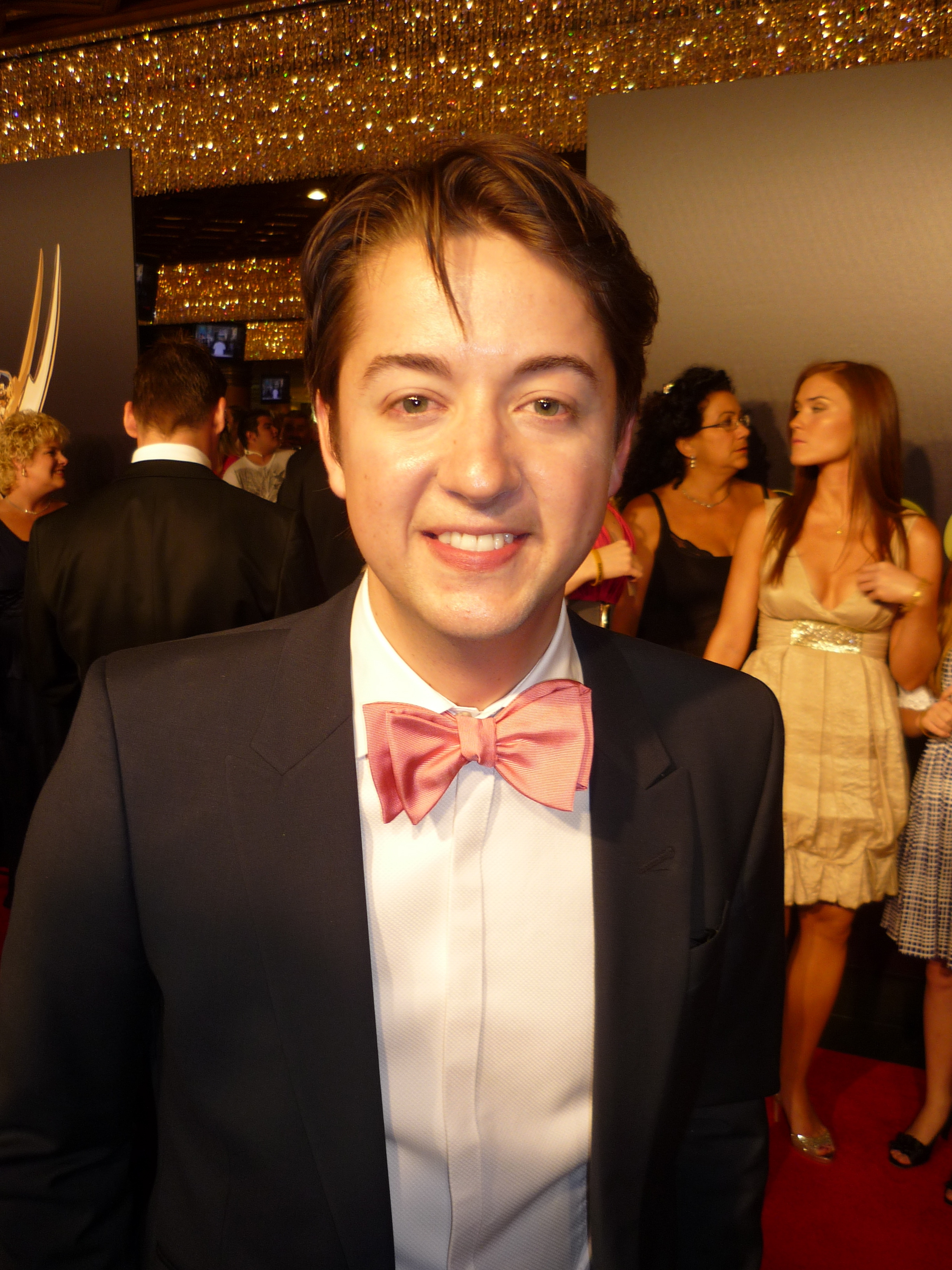
Bradford Anderson werd vier keer genomineerd voor zijn rol als[Damian Spinelli in General Hospital.

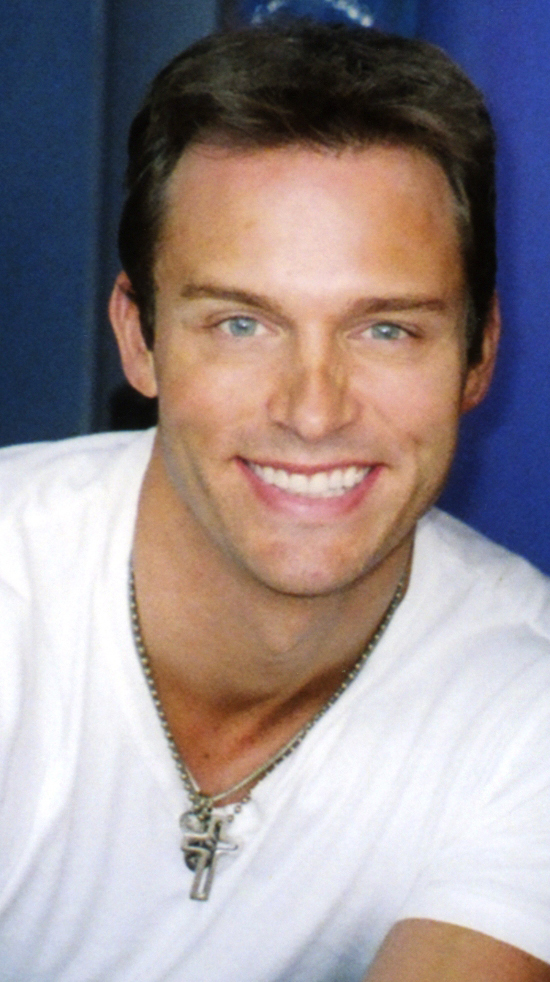
Eric Martsolf werd twee keer genomineerd en won in 2014 voor zijn rol als Brady Black in Days of Our Lives

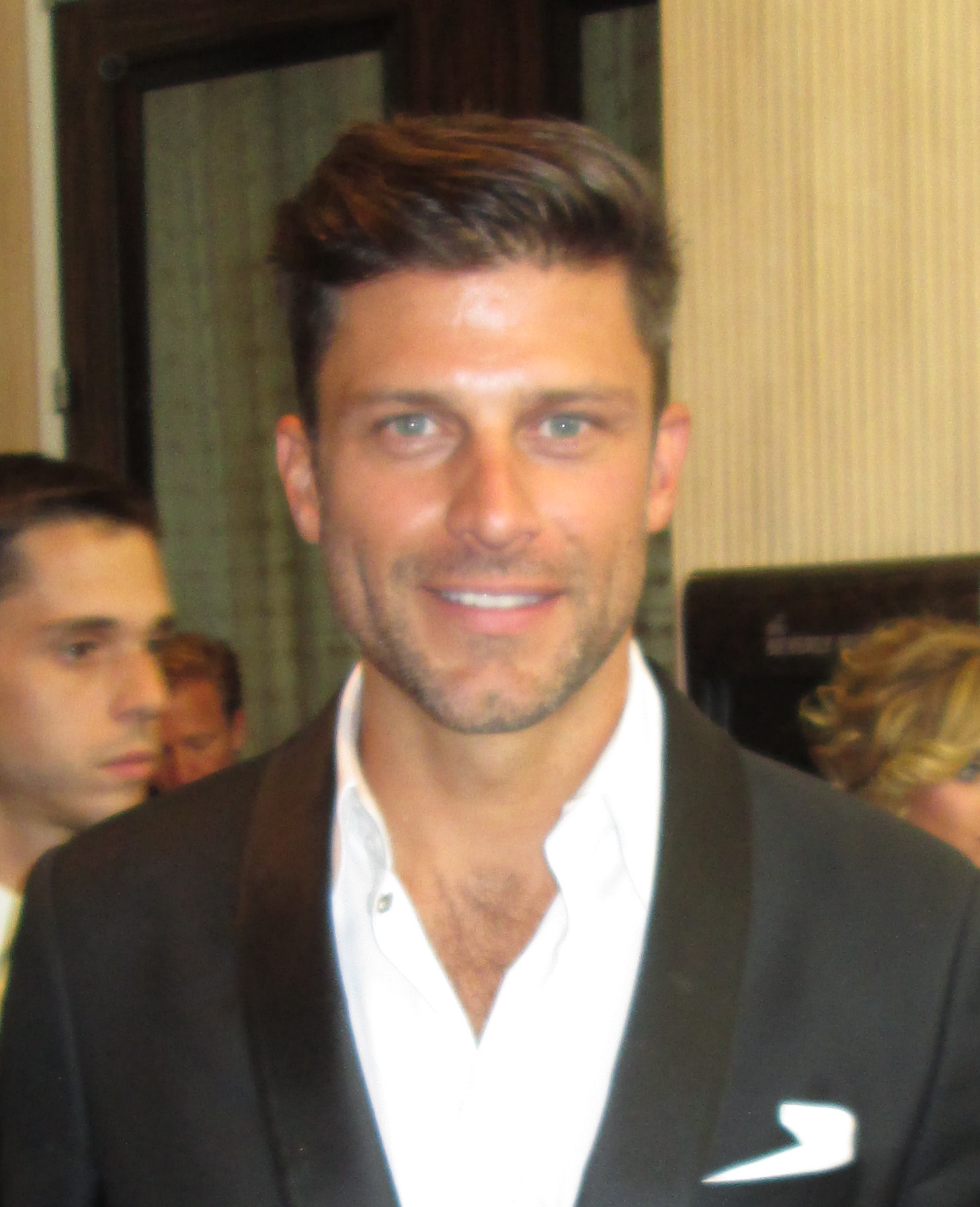
Greg Vaughan won in 2018 voor zijn rol als Eric Brady in Days of Our Lives

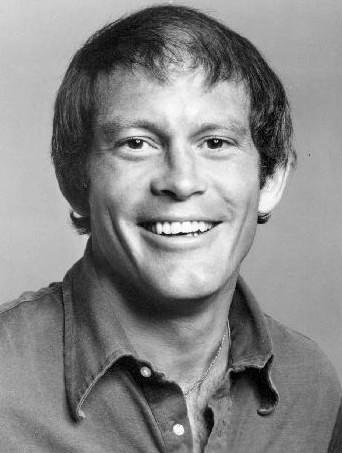
Max Gail won in 2019 voor zijn rol als Mike Corbin in General Hospital.

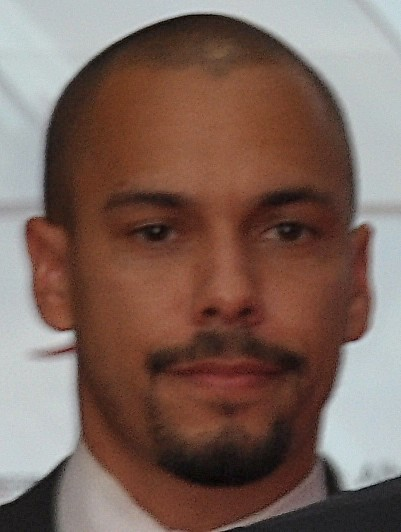
Bryton James kreeg drie nominaties en won in 2020 voor zijn rol als Devon Hamilton in The Young and the Restless.

| Jaar                   | Acteur                     | Programma                      | Rol | zender |
| ---------------------- | -------------------------- | ------------------------------ | --- | ------ |
| 1970s                  |                            |                                |     |        |
| 1979 (6e)              |                            |                                |     |        |
| Peter Hansen           | General Hospital           | Lee Baldwin                    | ABC |        |
| Lewis Arlt             | Search for Tomorrow        | David Sutton                   | CBS |        |
| Bernard Barrow         | Ryan's Hope                | Johnny Ryan                    | ABC |        |
| Ron Hale               | Ryan's Hope                | Roger Coleridge                | ABC |        |
| Joseph Gallison        | Days of Our Lives          | Neil Curtis                    | NBC |        |
| Mandel Kramer          | The Edge of Night          | Bill Marceau                   | ABC |        |
| 1980s                  |                            |                                |     |        |
| 1980 (7e)              |                            |                                |     |        |
| Warren Burton          | All My Children            | Eddie Dorrance                 | ABC |        |
| Vasili Bogazianos      | The Edge of Night          | Mickey Dials                   | ABC |        |
| Ron Hale               | Ryan's Hope                | Roger Coleridge                | ABC |        |
| Julius La Rosa         | Another World              | Renaldo                        | NBC |        |
| Shepperd Strudwick     | Love of Life               | Timothy McCauley               | CBS |        |
| 1981 (8e)              |                            |                                |     |        |
| Larry Haines           | Search for Tomorrow        | Stu Bergman                    | CBS |        |
| Richard Backus         | Ryan's Hope                | Barry Ryan                     | ABC |        |
| Matthew Cowles         | All My Children            | Billy Clyde Tuggle             | ABC |        |
| Justin Deas            | As the World Turns         | Tom Hughes                     | CBS |        |
| William Mooney         | All My Children            | Paul Martin                    | ABC |        |
| 1982 (9e)              |                            |                                |     |        |
| David Lewis            | General Hospital           | Edward Quartermaine            | ABC |        |
| Gerald Anthony         | One Life to Live           | Marco Dane                     | ABC |        |
| Douglas Sheehan        | General Hospital           | Joe Kelly                      | ABC |        |
| Darnell Williams       | All My Children            | Jesse Hubbard                  | ABC |        |
| 1983 (10e)             |                            |                                |     |        |
| Darnell Williams       | All My Children            | Jesse Hubbard                  | ABC |        |
| Anthony Call           | One Life to Live           | Herb Callison                  | ABC |        |
| Al Freeman Jr.         | One Life to Live           | Ed Hall                        | ABC |        |
| David Lewis            | General Hospital           | Edward Quartermaine            | ABC |        |
| Howard E. Rollins Jr.  | Another World              | Ed Harding                     | NBC |        |
| John Stamos            | General Hospital           | Blackie Parrish                | ABC |        |
| 1984 (11e)             |                            |                                |     |        |
| Justin Deas            | As the World Turns         | Tom Hughes                     | CBS |        |
| Anthony Call           | One Life to Live           | Herb Callison                  | ABC |        |
| Louis Edmonds          | All My Children            | Langley Wallingford            | ABC |        |
| David Lewis            | General Hospital           | Edward Quartermaine            | ABC |        |
| Paul Stevens           | Another World              | Brian Bancroft                 | NBC |        |
| 1985 (12e)             |                            |                                |     |        |
| Larry Gates            | Guiding Light              | H.B. Lewis                     | CBS |        |
| Anthony Call           | One Life to Live           | Herb Callison                  | ABC |        |
| Louis Edmonds          | All My Children            | Langley Wallingford            | ABC |        |
| David Lewis            | General Hospital           | Edward Quartermaine            | ABC |        |
| Robert LuPone          | All My Children            | Zach Grayson                   | ABC |        |
| 1986 (13e)             |                            |                                |     |        |
| John Wesley Shipp      | As the World Turns         | Doug Cummings                  | CBS |        |
| Louis Edmonds          | All My Children            | Langley Wallingford            | ABC |        |
| Larry Gates            | Guiding Light              | H.B. Lewis                     | CBS |        |
| Al Freeman Jr.         | One Life to Live           | Ed Hall                        | ABC |        |
| Gregg Marx             | As the World Turns         | Tom Hughes                     | CBS |        |
| 1987 (14e)             |                            |                                |     |        |
| Gregg Marx             | As the World Turns         | Tom Hughes                     | CBS |        |
| Anthony Call           | One Life to Live           | Herb Callison                  | ABC |        |
| Justin Deas            | Santa Barbara              | Keith Timmons                  | NBC |        |
| Richard Eden           | Santa Barbara              | Brick Wallace                  | NBC |        |
| Al Freeman Jr.         | One Life to Live           | Ed Hall                        | ABC |        |
| 1988 (15e)             |                            |                                |     |        |
| Justin Deas            | Santa Barbara              | Keith Timmons                  | NBC |        |
| Bernard Barrow         | Ryan's Hope                | Johnny Ryan                    | ABC |        |
| Nicolas Coster         | Santa Barbara              | Lionel Lockridge               | NBC |        |
| Mark LaMura            | All My Children            | Mark Dalton                    | ABC |        |
| David Lewis            | General Hospital           | Edward Quartermaine            | ABC |        |
| 1989 (16e)             |                            |                                |     |        |
| Justin Deas            | Santa Barbara              | Keith Timmons                  | NBC |        |
| Joseph Campanella      | Days of Our Lives          | Harper Deveraux                | NBC |        |
| David Forsyth          | Another World              | John Hudson                    | NBC |        |
| Quinn Redeker          | The Young and the Restless | Rex Sterling                   | CBS |        |
| 1990s                  |                            |                                |     |        |
| 1990 (17e)             |                            |                                |     |        |
| Henry Darrow           | Santa Barbara              | Rafael Castillo                | NBC |        |
| Robert Gentry          | All My Children            | Ross Chandler                  | ABC |        |
| Quinn Redeker          | The Young and the Restless | Rex Sterling                   | CBS |        |
| Kin Shriner            | General Hospital           | Scott Baldwin                  | ABC |        |
| Kristoff St. John      | Generations                | Adam Marshall                  | NBC |        |
| Jerry verDorn          | Guiding Light              | Ross Marler                    | CBS |        |
| 1991 (18e)             |                            |                                |     |        |
| Bernard Barrow         | Loving                     | Louie Slavinski                | ABC |        |
| William Christian      | All My Children            | Derek Frye                     | ABC |        |
| Stuart Damon           | General Hospital           | Alan Quartermaine              | ABC |        |
| William Roerick        | Guiding Light              | Henry Chamberlain              | CBS |        |
| Kin Shriner            | General Hospital           | Scott Baldwin                  | ABC |        |
| Jerry verDorn          | Guiding Light              | Ross Marler                    | CBS |        |
| 1992 (19e)             |                            |                                |     |        |
| Thom Christopher       | One Life to Live           | Carlo Hesser                   | ABC |        |
| Bernard Barrow         | Loving                     | Louie Slavinski                | ABC |        |
| Rick Hearst            | Guiding Light              | Alan-Michael Spaulding         | CBS |        |
| Charles Keating        | Another World              | Carl Hutchins                  | NBC |        |
| Jerry verDorn          | Guiding Light              | Ross Marler                    | CBS |        |
| 1993 (20e)             |                            |                                |     |        |
| Gerald Anthony         | General Hospital           | Marco Dane                     | ABC |        |
| Thom Christopher       | One Life to Live           | Mortimer Bern                  | ABC |        |
| Rick Hearst            | Guiding Light              | Alan-Michael Spaulding         | CBS |        |
| Charles Keating        | Another World              | Carl Hutchins                  | NBC |        |
| Kin Shriner            | General Hospital           | Scott Baldwin                  | ABC |        |
| 1994 (21st)            |                            |                                |     |        |
| Justin Deas            | Guiding Light              | Buzz Cooper                    | CBS |        |
| Ian Buchanan           | The Bold and the Beautiful | James Warwick                  | CBS |        |
| Thom Christopher       | Loving                     | Dante Patroue                  | ABC |        |
| Patrick Tovatt         | As the World Turns         | Cal Stricklyn                  | CBS |        |
| Jerry verDorn          | Guiding Light              | Ross Marler                    | CBS |        |
| 1995 (22e)             |                            |                                |     |        |
| Jerry verDorn          | Guiding Light              | Ross Marler                    | CBS |        |
| Ian Buchanan           | The Bold and the Beautiful | James Warwick                  | CBS |        |
| Keith Hamilton Cobb    | All My Children            | Noah Keefer                    | ABC |        |
| Rick Hearst            | Guiding Light              | Alan-Michael Spaulding         | CBS |        |
| Roger Howarth          | One Life to Live           | Todd Manning                   | ABC |        |
| 1996 (23e)             |                            |                                |     |        |
| Jerry verDorn          | Guiding Light              | Ross Marler                    | CBS |        |
| Frank Beaty            | Guiding Light              | Brent Lawrence                 | CBS |        |
| Ian Buchanan           | The Bold and the Beautiful | James Warwick                  | CBS |        |
| Stuart Damon           | General Hospital           | Alan Quartermaine              | ABC |        |
| David Forsyth          | Another World              | John Hudson                    | NBC |        |
| Michael Sutton         | General Hospital           | Stone Cates                    | ABC |        |
| 1997 (24e)             |                            |                                |     |        |
| Ian Buchanan           | The Bold and the Beautiful | James Warwick                  | CBS |        |
| Maurice Benard         | General Hospital           | Sonny Corinthos                | ABC |        |
| Stuart Damon           | General Hospital           | Alan Quartermaine              | ABC |        |
| Brad Maule             | General Hospital           | Tony Jones                     | ABC |        |
| Aaron Lustig           | The Young and the Restless | Tim Reid                       | CBS |        |
| Scott Reeves           | The Young and the Restless | Ryan McNeil                    | CBS |        |
| 1998 (25e)             |                            |                                |     |        |
| Steve Burton           | General Hospital           | Jason Morgan                   | ABC |        |
| Grant Aleksander       | Guiding Light              | Phillip Spaulding              | CBS |        |
| Ian Buchanan           | The Bold and the Beautiful | James Warwick                  | CBS |        |
| Michael E. Knight      | All My Children            | Tad Martin                     | ABC |        |
| Scott Reeves           | The Young and the Restless | Ryan McNeil                    | CBS |        |
| 1999 (26e)             |                            |                                |     |        |
| Stuart Damon           | General Hospital           | Alan Quartermaine              | ABC |        |
| Michael E. Knight      | All My Children            | Tad Martin                     | ABC |        |
| Christian LeBlanc      | The Young and the Restless | Michael Baldwin                | CBS |        |
| Kristoff St. John      | The Young and the Restless | Neil Winters                   | CBS |        |
| Jerry verDorn          | Guiding Light              | Ross Marler                    | CBS |        |
| 2000s                  |                            |                                |     |        |
| 2000 (27e)             |                            |                                |     |        |
| Shemar Moore           | The Young and the Restless | Malcolm Winters                | CBS |        |
| Steve Burton           | General Hospital           | Jason Morgan                   | ABC |        |
| Timothy Gibbs          | One Life to Live           | Kevin Buchanan                 | ABC |        |
| Christian LeBlanc      | The Young and the Restless | Michael Baldwin                | CBS |        |
| Kristoff St. John      | The Young and the Restless | Neil Winters                   | CBS |        |
| 2001 (28e)             |                            |                                |     |        |
| Michael E. Knight      | All My Children            | Tad Martin                     | ABC |        |
| Hunt Block             | As the World Turns         | Craig Montgomery               | CBS |        |
| Josh Duhamel           | All My Children            | Leo du Pres                    | ABC |        |
| Benjamin Hendrickson   | As the World Turns         | Hal Munson                     | CBS |        |
| Michael Park           | As the World Turns         | Jack Snyder                    | CBS |        |
| 2002 (29e)             |                            |                                |     |        |
| Josh Duhamel           | All My Children            | Leo du Pres                    | ABC |        |
| Mark Consuelos         | All My Children            | Mateo Santos                   | ABC |        |
| Benjamin Hendrickson   | As the World Turns         | Hal Munson                     | CBS |        |
| Paul Leyden            | As the World Turns         | Simon Frasier                  | CBS |        |
| Cameron Mathison       | All My Children            | Ryan Lavery                    | ABC |        |
| 2003 (30e)             |                            |                                |     |        |
| Benjamin Hendrickson   | As the World Turns         | Hal Munson                     | CBS |        |
| Josh Duhamel           | All My Children            | Leo du Pres                    | ABC |        |
| Christian LeBlanc      | The Young and the Restless | Michael Baldwin                | CBS |        |
| Ron Raines             | Guiding Light              | Alan Spaulding                 | CBS |        |
| Paul Anthony Stewart   | Guiding Light              | Danny Santos                   | CBS |        |
| 2004 (31st)            |                            |                                |     |        |
| Rick Hearst            | General Hospital           | Ric Lansing                    | ABC |        |
| William deVry          | All My Children            | Michael Cambias                | ABC |        |
| Christian LeBlanc      | The Young and the Restless | Michael Baldwin                | CBS |        |
| Ron Raines             | Guiding Light              | Alan Spaulding                 | CBS |        |
| James Reynolds         | Days of Our Lives          | Abe Carver                     | NBC |        |
| 2005 (32e)             |                            |                                |     |        |
| Greg Rikaart           | The Young and the Restless | Kevin Fisher                   | CBS |        |
| Jeff Branson           | All My Children            | Jonathan Lavery                | ABC |        |
| Tyler Christopher      | General Hospital           | Nikolas Cassadine              | ABC |        |
| Justin Deas            | Guiding Light              | Buzz Cooper                    | CBS |        |
| Rick Hearst            | General Hospital           | Ric Lansing                    | ABC |        |
| Cameron Mathison       | All My Children            | Ryan Lavery                    | ABC |        |
| 2006 (33e)             |                            |                                |     |        |
| Jordan Clarke          | Guiding Light              | Billy Lewis                    | CBS |        |
| Tyler Christopher      | General Hospital           | Nikolas Cassadine              | ABC |        |
| Trent Dawson           | As the World Turns         | Henry Coleman                  | CBS |        |
| Grayson McCouch        | As the World Turns         | Dusty Donovan                  | CBS |        |
| Greg Rikaart           | The Young and the Restless | Kevin Fisher                   | CBS |        |
| 2007 (34e)             |                            |                                |     |        |
| Rick Hearst            | General Hospital           | Ric Lansing                    | ABC |        |
| Trent Dawson           | As the World Turns         | Henry Coleman                  | CBS |        |
| Dan Gauthier           | One Life to Live           | Kevin Buchanan                 | ABC |        |
| Greg Rikaart           | The Young and the Restless | Kevin Fisher                   | CBS |        |
| Kristoff St. John      | The Young and the Restless | Neil Winters                   | CBS |        |
| 2008 (35e)             |                            |                                |     |        |
| Kristoff St. John      | The Young and the Restless | Neil Winters                   | CBS |        |
| Daniel Cosgrove        | Guiding Light              | Bill Lewis                     | CBS |        |
| Trent Dawson           | As the World Turns         | Henry Coleman                  | CBS |        |
| Brian Kerwin           | One Life to Live           | Charlie Banks                  | CBS |        |
| Greg Rikaart           | The Young and the Restless | Kevin Fisher                   | CBS |        |
| 2009 (36e)             |                            |                                |     |        |
| Jeff Branson           | Guiding Light              | Shayne Lewis                   | CBS |        |
| Vincent Irizarry       | All My Children            | David Hayward                  | ABC |        |
| Bradford Anderson      | General Hospital           | Damian Spinelli                | ABC |        |
| Van Hansis             | As the World Turns         | Luke Snyder                    | CBS |        |
| Jacob Young            | All My Children            | JR Chandler                    | ABC |        |
| 2010s                  |                            |                                |     |        |
| 2010 (37e)             |                            |                                |     |        |
| Billy Miller           | The Young and the Restless | Billy Abbott                   | CBS |        |
| Bradford Anderson      | General Hospital           | Damian Spinelli                | ABC |        |
| Ricky Paull Goldin     | All My Children            | Jake Martin                    | ABC |        |
| Jonathan Jackson       | General Hospital           | Lucky Spencer                  | ABC |        |
| Brian Kerwin           | One Life to Live           | Charlie Banks                  | ABC |        |
| 2011 (38e)             |                            |                                |     |        |
| Jonathan Jackson       | General Hospital           | Lucky Spencer                  | ABC |        |
| Doug Davidson          | The Young and the Restless | Paul Williams                  | CBS |        |
| Brian Kerwin           | One Life to Live           | Charlie Banks                  | ABC |        |
| Billy Miller           | The Young and the Restless | Billy Abbott                   | CBS |        |
| Jason Thompson         | General Hospital           | Dr. Patrick Drake              | ABC |        |
| 2012 (39e)             |                            |                                |     |        |
| Jonathan Jackson       | General Hospital           | Lucky Spencer                  | ABC |        |
| Bradford Anderson      | General Hospital           | Damian Spinelli                | ABC |        |
| Matthew Ashford        | Days of Our Lives          | Jack Deveraux                  | NBC |        |
| Sean Blakemore         | General Hospital           | Shawn Butler                   | ABC |        |
| Jason Thompson         | General Hospital           | Dr. Patrick Drake              | ABC |        |
| 2013 (40e)             |                            |                                |     |        |
| Scott Clifton          | The Bold and the Beautiful | Liam Spencer                   | CBS |        |
| Billy Miller           | The Young and the Restless | Billy Abbott                   | CBS |        |
| Bradford Anderson      | General Hospital           | Damian Spinelli                | ABC |        |
| Jeff Branson           | The Young and the Restless | Ronan Malloy                   | CBS |        |
| 2014 (41st)            |                            |                                |     |        |
| Eric Martsolf          | Days of Our Lives          | Brady Black                    | NBC |        |
| Bradford Anderson      | General Hospital           | Damian Spinelli                | ABC |        |
| Steve Burton           | The Young and the Restless | Dylan McAvoy                   | CBS |        |
| Scott Clifton          | The Bold and the Beautiful | Liam Spencer                   | CBS |        |
| Dominic Zamprogna      | General Hospital           | Dante Falconeri                | ABC |        |
| 2015 (42e)             |                            |                                |     |        |
| Chad Duell             | General Hospital           | Michael Corinthos              | ABC |        |
| Scott Clifton          | The Bold and the Beautiful | Liam Spencer                   | CBS |        |
| Kristoff St. John      | The Young and the Restless | Neil Winters                   | CBS |        |
| Jacob Young            | The Bold and the Beautiful | Rick Forrester                 | CBS |        |
| 2016 (43e)             |                            |                                |     |        |
| Sean Blakemore         | General Hospital           | Shawn Butler                   | ABC |        |
| Steve Burton           | The Young and the Restless | Dylan McAvoy                   | CBS |        |
| Bryton James           | The Young and the Restless | Devon Hamilton                 | CBS |        |
| Jacob Young            | The Bold and the Beautiful | Rick Forrester                 | CBS |        |
| Dominic Zamprogna      | General Hospital           | Dante Falconeri                | ABC |        |
| 2017 (44e)             |                            |                                |     |        |
| Steve Burton           | The Young and the Restless | Dylan McAvoy                   | CBS |        |
| John Aniston           | Days of Our Lives          | Victor Kiriakis                | NBC |        |
| Chad Duell             | General Hospital           | Michael Corinthos              | ABC |        |
| Jeffrey Vincent Parise | General Hospital           | Carlos Rivera / Dr. Joe Rivera | ABC |        |
| James Reynolds         | Days of Our Lives          | Abe Carver                     | NBC |        |
| 2018 (45e)             |                            |                                |     |        |
| Greg Vaughan           | Days of Our Lives          | Eric Brady                     | NBC |        |
| Wally Kurth            | General Hospital           | Ned Quartermaine               | CBS |        |
| Chandler Massey        | Days of Our Lives          | Will Horton                    | NBC |        |
| Anthony Montgomery     | General Hospital           | Dr. Andre Maddox               | ABC |        |
| Greg Rikaart           | The Young and the Restless | Kevin Fisher                   | CBS |        |
| 2019 (46e)             |                            |                                |     |        |
| Max Gail               | General Hospital           | Mike Corbin                    | ABC |        |
| Bryton James           | The Young and the Restless | Devon Hamilton                 | CBS |        |
| Eric Martsolf          | Days of Our Lives          | Brady Black                    | NBC |        |
| Greg Rikaart           | Days of Our Lives          | Leo Stark                      | NBC |        |
| Dominic Zamprogna      | General Hospital           | Dante Falconeri                | ABC |        |
| 2020s                  |                            |                                |     |        |
| 2020 (47e)             |                            |                                |     |        |
| Bryton James           | The Young and the Restless | Devon Hamilton                 | CBS |        |
| Mark Grossman          | The Young and the Restless | Adam Newman                    | CBS |        |
| Wally Kurth            | Days of Our Lives          | Justin Kiriakis                | NBC |        |
| Chandler Massey        | Days of Our Lives          | Will Horton                    | NBC |        |
| James Patrick Stuart   | General Hospital           | Valentin Cassadine             | ABC |        |
| Paul Telfer            | Days of Our Lives          | Xander Kiriakis                | NBC |        |